# Световое искусство

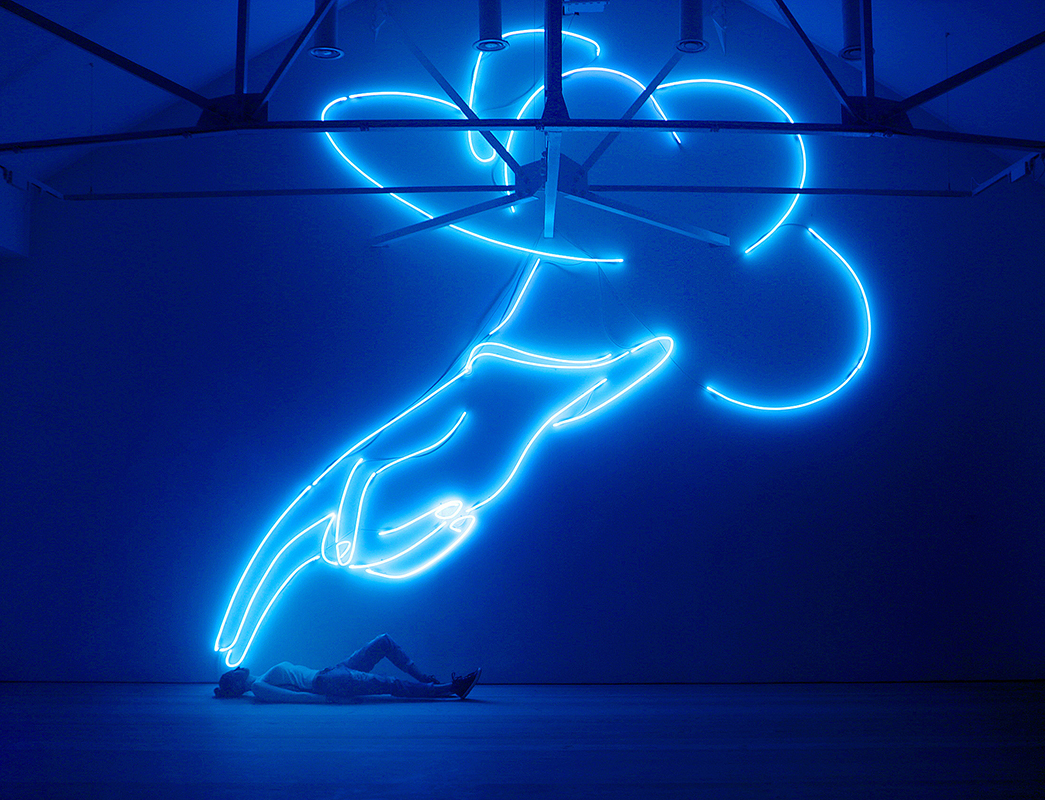
Инсталляция Степана Рябченко "Рука благословляющая" в Saatchi Gallery в Лондоне

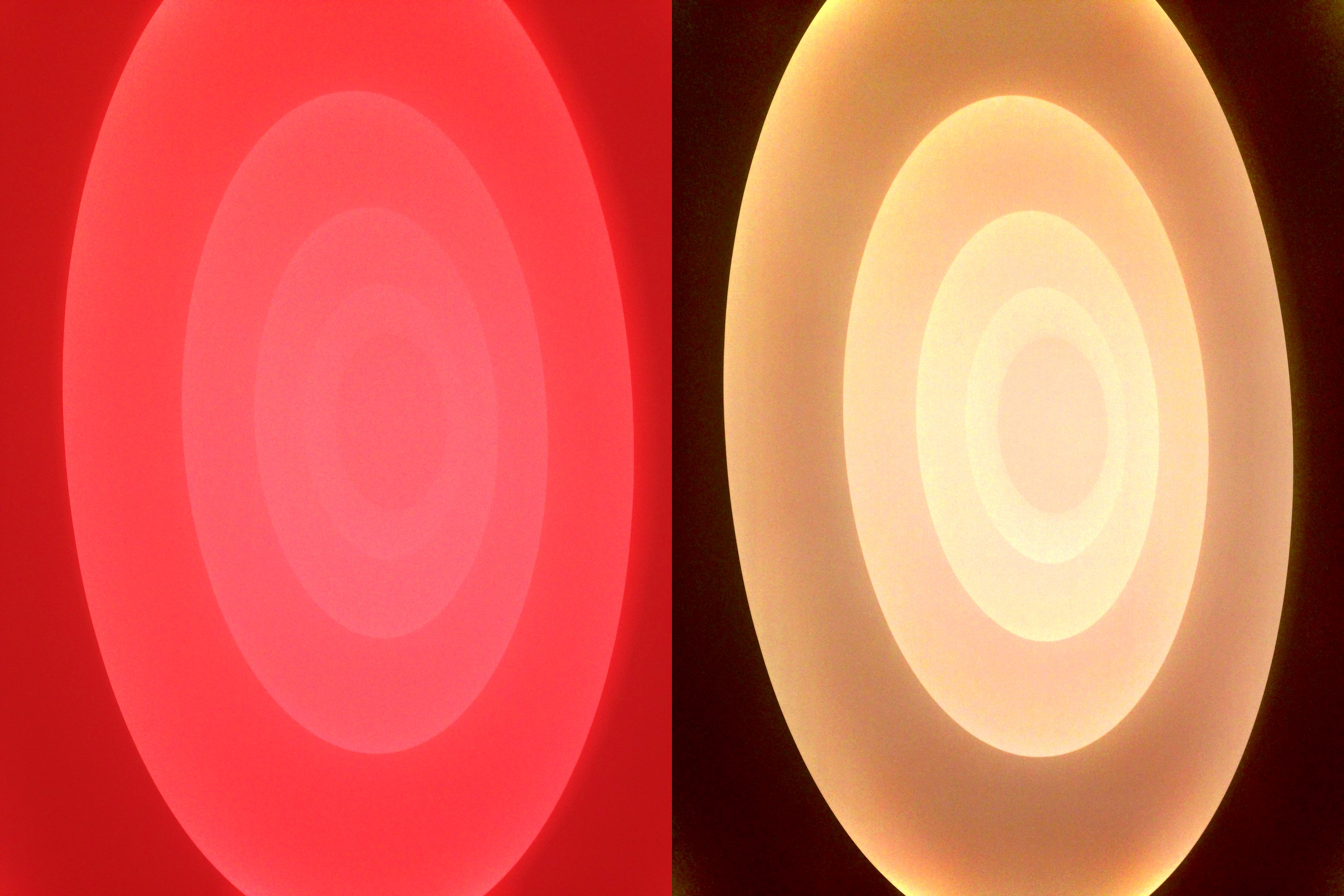
Световая выставка Джеймса Террела в Нью Йорке

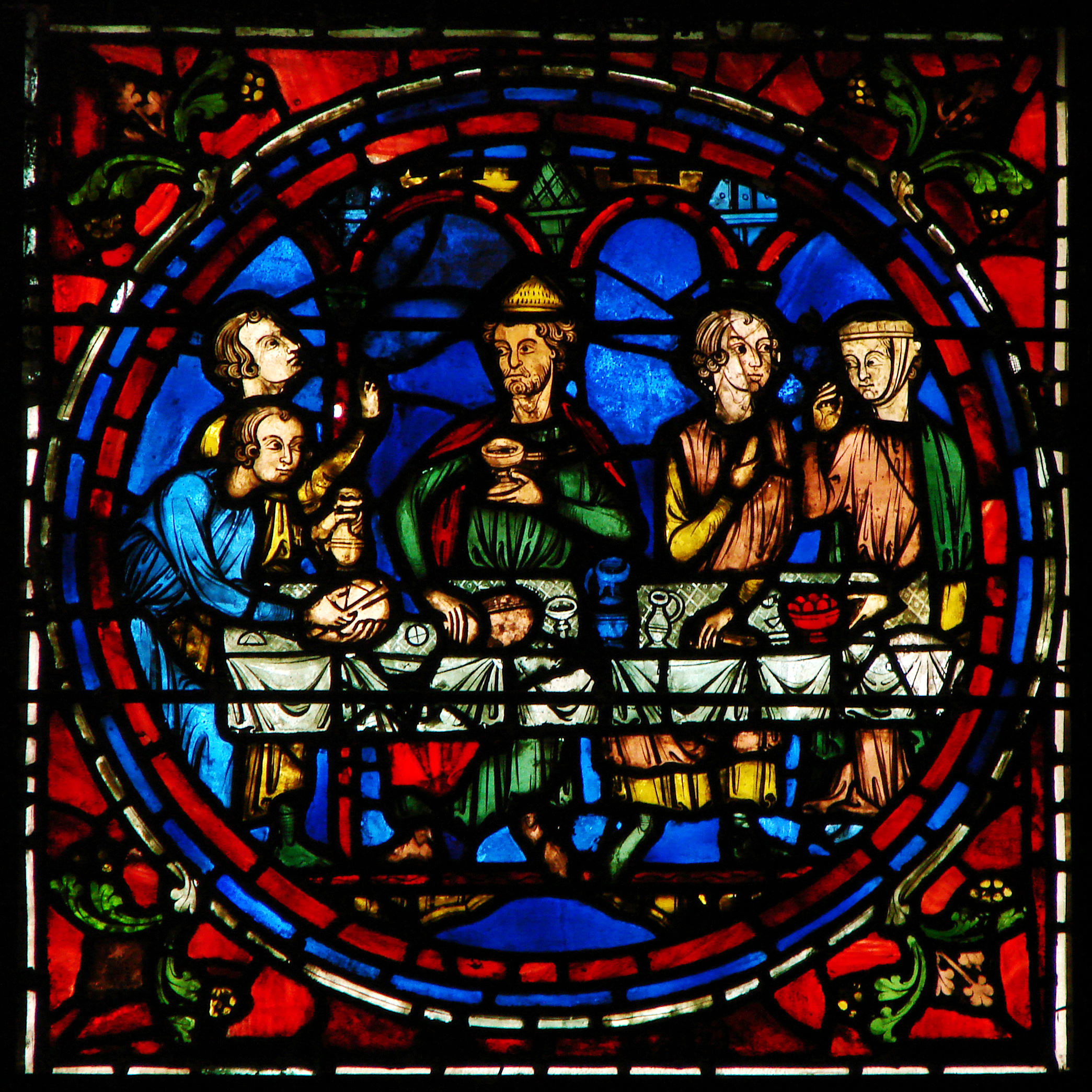
Часть окна 13-го века из собора Шартре

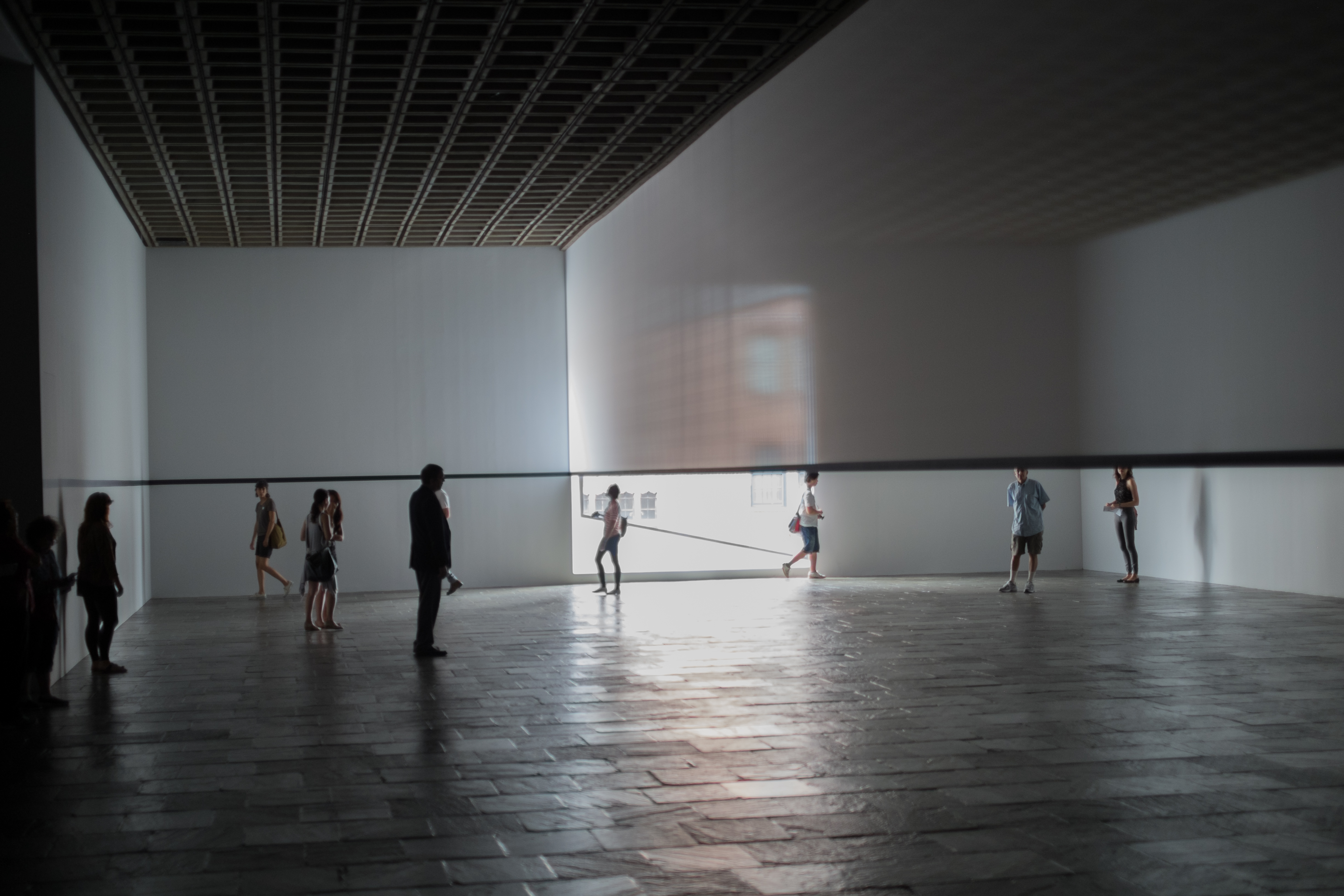
Роберт Ирвин Холст вуаль — чёрный прямоугольник, Естественный свет, Музей американского искусства Уитни

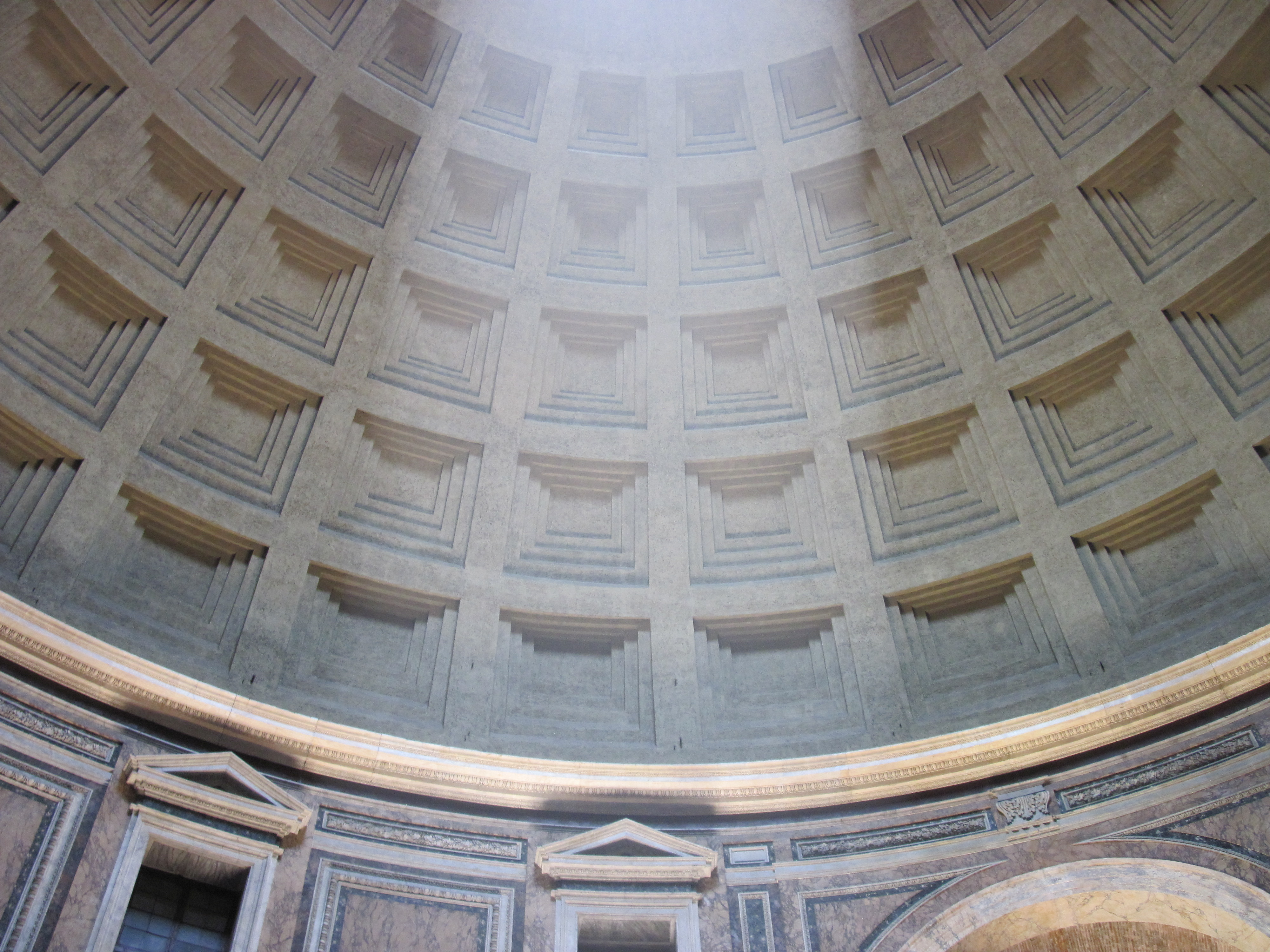
Луч в куполе Пантеона

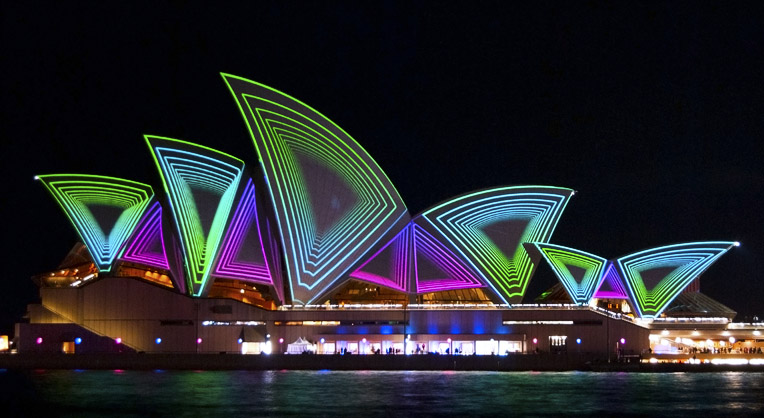
Специальное освещение Сиднейского оперного театра

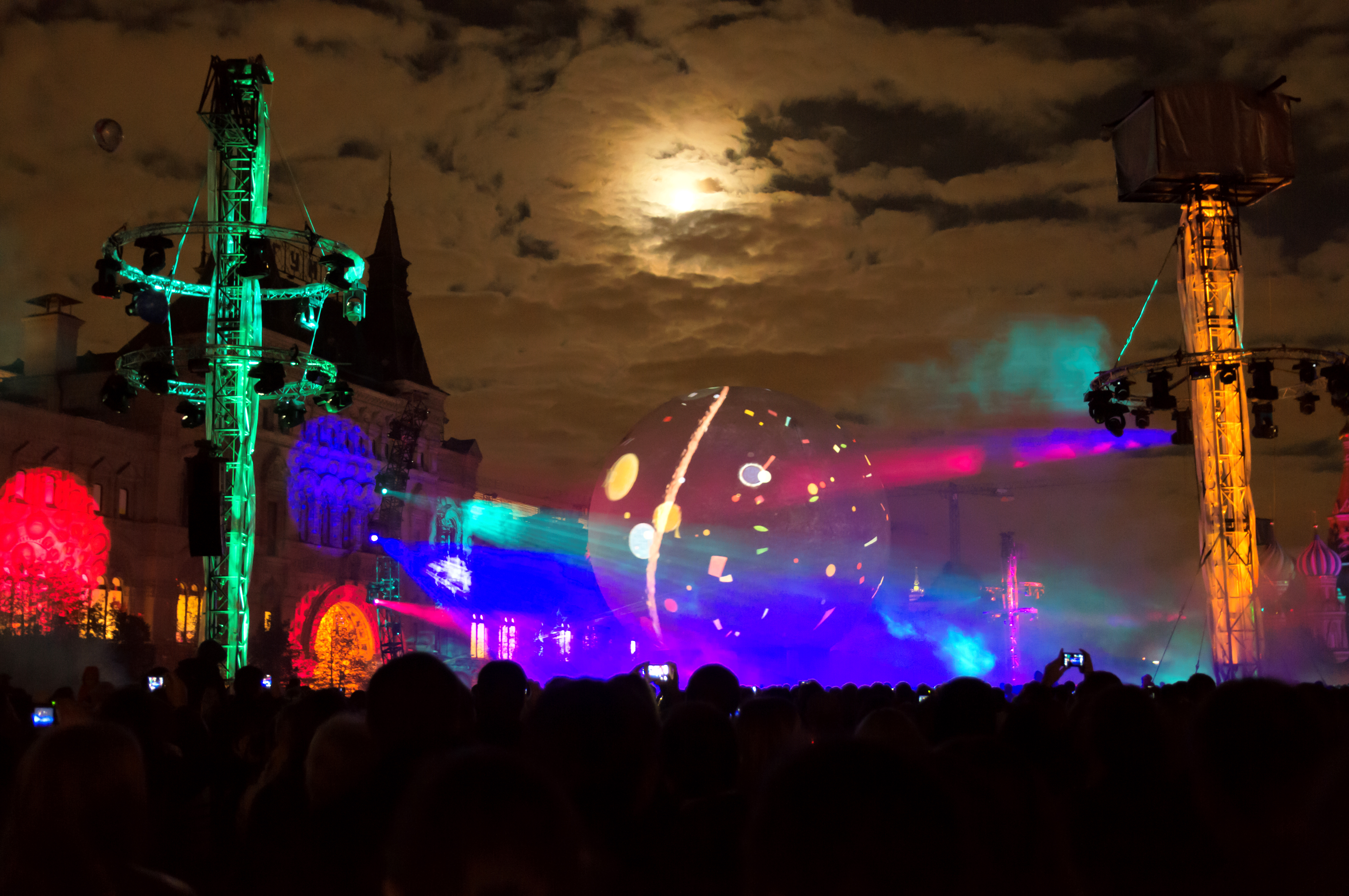
Фестиваль света в Москве

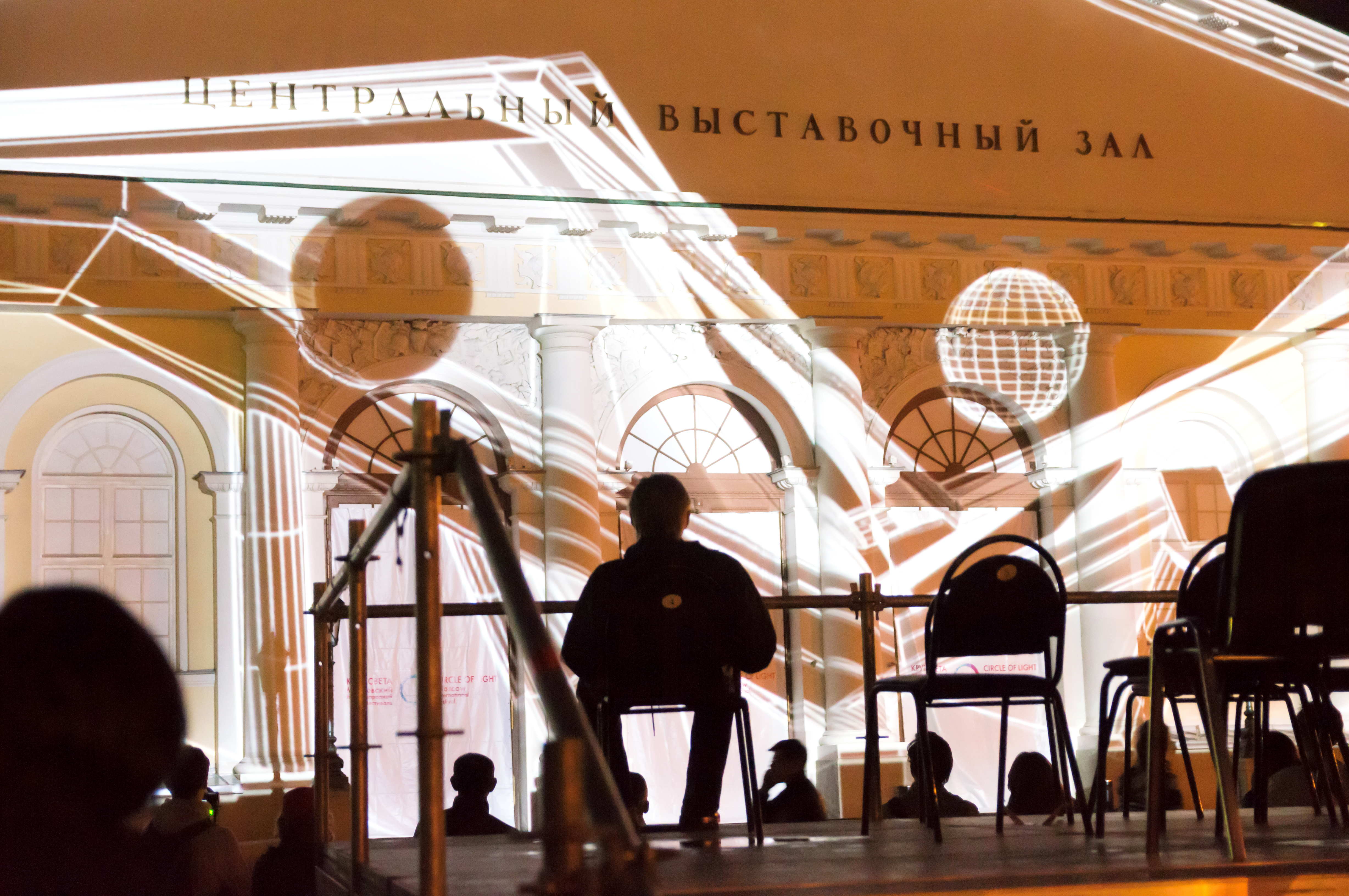
Фестиваль света в Москве

Световое искусство — вид искусства, где свет является основным средством выражения.

## Обзор
Световым искусством могут являться такие виды искусства, как скульптура и световые инсталляции с использованием городской и природной среды. 
Есть два отличительных типа светового искусства: первый тип, когда произведения искусства, выставлены в галерее, в помещении, второй — на открытом воздухе. Со световым искусством тесно связаны такие технические новинки XX—XXI вв., как проекторы, 3-D карт проекции[что?], мультимедиа, видео и фотографии. В них свет технически проецируется на картинку(?).
Все визуальное искусство использует свет в какой-либо форме, но в фотографиях и кинофильмах, использование света особенно важно. С изобретением электрического света возможности стали намного шире, и многие художники начали использовать свет в качестве основной формы выражения, а не только в качестве одного из средств для других форм искусства.

## История
Примеры взаимодействия света и искусства отлично видно в средневековых витражах. Свет, проходя через витражи, менял свой цвет. Этот эффект наиболее виден в детально разработанных витражах церквей и мечетей. Использование света хорошо заметно в храмах Абу-Симбел и в пирамидах Египта, майя, а также в храмах ацтеков.
Интерьер купола римского храма Пантеон — ещё один пример взаимодействия света и искусства (архитектуры). Полусферический кессонированный купол Пантеона имеет в центре круглое обрамленное бронзовым бордюром отверстие (окулюс) диаметром около 9 м, через которое и проникает свет. В полдень через это отверстие проникает наиболее сильный световой столб. Свет «не растекается», а остаётся в форме гигантского светового луча и становится почти осязаемым.
В театре теней проектируются тени кукол для создания движущегося изображения. Теневой театр совсем не новый вид искусства, он описан ещё в начале нашей эры древнегреческим философом Платоном в его знаменитой аллегории «Миф о пещере».
Свет использовался для большего архитектурного эффекта на протяжении всей истории человека. Тем не менее, современная концепция светового искусства появилась с развитием искусственных источников света и постоянного экспериментирования современных художников. В 1923 году русский художник и инженер-архитектор, Эль Лисицкий, создал «Prounenraum» — « проун-комнаты» — «проекты утверждения нового». По мнению многих искусствоведов, Лисицкий был первым художником, включившим архитектурные элементы освещения в качестве неотъемлемого компонента работы. 
«Мы увидели, что новое живописное произведение, создаваемое нами, уже не является картиной. Оно вообще ничего не представляет, но конструирует пространство, плоскости, линии с той целью, чтобы создать систему новых взаимоотношений реального мира. И именно этой новой структуре мы дали название — проун» — пишет Эль Лисицкий в немецкое архитектурное издание/.
Эксперименты и инновации в сфере театрального света также часто влияли на световое искусство. Развитие модернизма и электрического света идут рука об руку; идея современного города с небоскрёбами и электрическим светом олицетворяет это развитие. Искусствовед М. Хилари Шитс (Hilarie M. Sheets) говорит, что "взаимодействие тени и света всегда сильно влияло на искусство. От греческой и римской скульптуры до живописи эпохи Возрождения. Но, с появлением передовых технологий и таких открытий, как электрическая лампа и компьютер, художники начали экспериментировать со светом в виде материала и объекта."

## Модернизм, Баухаус, и прикладное искусство (1920—1935)
Самые известные художники, занимающиеся световым искусством, учились в Высшей школе строительства и художественного конструирования «Баухауз» (Bauhaus). 
Ласло Мохой-Надь (1895—1946) был членом движения Баухауз и находился под влиянием конструктивизма. 
В 1922 году Ласло начал создавать «Световой Космический модулятор» (Light Space Modulator) — этот модулятор можно считать одним из первых инсталляционных видов светового искусства, одним из первых произведений световых искусств, который включает в себя кинетическую искусство. 
Модулятор представлял собой конструкцию, где три подвижные металлические и/или стеклянные конструкции расположенные на вращающемся диске при помощи двигателя меняют взаимное расположение, а специальная световая подсветка создает узоры из движущихся теней
Эосперименты с модулятором продолжались до 1930 г.
Конструктивист Наум Габо (1890—1977) — российский и американский художник, скульптор и архитектор, экспериментировал с отражением света.
Марсель Дюшан (1887—1968) — французский и американский художник, теоретик искусств. Его творческое наследие относительно невелико, однако благодаря оригинальности своих идей Дюшан считается одной из самых влиятельных фигур в искусстве XX века. Его творчество оказало влияние на формирование таких направлений в искусстве второй половины XX века, как поп-арт, минимализм, концептуальное искусство. Его работа «Hat Rack» (1916 и 1964) — одна из самых известных в световом искусстве.

## Светокинетическое искусство
Светокинетическое искусство (Lumino Kinetic Art) — это новый вид искусства, включающий в себя, как следует из названия, свет (итал. Lumino — свет, огонёк) и движение (греч. kinetikos — движение, приводящий в движение). Светокинетическое искусство является одним из подвидов, более известного, кинетического искусства, которое в свою очередь является одним из подвидов медиаискусства, произведения которого создаются и представляются с помощью современных информационно-коммуникационных технологий. 
Историк искусств Франк Поппер рассматривает эволюцию этого вида искусства в качестве доказательства у людей «эстетической потребности, связанной с техническим прогрессом», а также как исходный пункт в контексте высоких технологий в искусстве. 
Одним из отцов основателей свето-кинетического искусства можно назвать Ласло Мохой-Надь. Свет и движение являются главными компонентами скульптуры «Световой Космический модулятор», поэтому с уверенностью можно сказать, что это одно из первых световых художественных произведений

## Минимал-арт иоп-арт
Пик активности минимал-арта произошел в 60-х годах, когда мир увидел таких художников, как Дэн Флавин, Франсуа Морелли, которые, создавая скульптуры и инсталляции, использовали разнообразные типы света: газоразрядные трубки, рассеянное освещение или флуоресценцию.
В 1966 году появилось движение «Свет и Пространство Калифорнии» (California’s Light and Space Movement), которое экспериментировало со светом и восприятием. Художники Джеймс Тарелл, Роберт Ирвин, Дуглас Уилер и другие были участниками этого движения. Для этой группы художников тема произведения искусства как объекта была уже пройденным этапом: их интересовали феномены восприятия, а также чистое исследование визуального опыта. Анализ привёл к созданию окружения с тщательно просчитанным светом и пространством, которое вызывало у зрителя оптические эффекты.

## Световые фестивали
В XXI веке, с началом светодиодной революции, световые художники создали новые парадигмы выставочных пространств, которые находились вне контроля коммерческих художественных учреждений. 
Световое искусство, как международное движение, может быть датировано 2009 годом; именно в этом году в Сиднее прошел световой фестиваль «Vivid Light» и спровоцировал глобальное движение световых фестивалей. Так, в Москве уже на протяжении 5 лет проводится Московский Международный фестиваль «Круг Света»; это ежегодное событие, в рамках которого светодизайнеры и профессионалы в области 2D и 3D графики используют архитектурное пространство Москвы как объект для мультимедийных и световых инсталляций.

## Световые скульптуры
Скульптура — один из видов изобразительного искусства, который художественно воссоздаёт окружающий мир с помощью объемной формы. В отличие от живописи и графики, скульптура объёмна и её можно рассматривать со всех сторон, она трёхмерна, как вещи, которые нас окружают в повседневной жизни. Световая скульптура является одним из видов светового искусства. Художники считают, что главным предназначением световой скульптуры является обновление городов. Играя со светом и тенью, художники создают скульптуры, которые вызывает у зрителя оптический эффект и играют с его сознанием.

## Световое граффити
Световое граффити является модным направлением современного искусства. У него множество названий — люминография, фризлайт, лайт граффити. 
Для успешного создания светового граффити художнику необходимы фотокамера, фонарик, определённые навыки и мастерство, а также вечернее время суток.

## Список источников информации
- Jansen, J. (1991), 'Het Electrisch': van lamplicht tot lichtsculptuur, Museum het Princessehof, ISBN 978-90-71588-10-5.
- Tahara, Keiichi (2001), Light, Sculpture, Photography, Editions Assouline, ISBN 978-2-84323-262-6.
- JanLeonardo Woellert & Joerg Miedza — Painting With Light: Light Art Performance Photography, Rocky Nook; 1 Edition (April 10, 2011), ISBN 978-1-933952-74-1.
- Crisafulli, Fabrizio. 2013. Active Light. Issues of Light in Contemporary Theatre, Dublin: Artdigiland. ISBN 978-1-4947-8692-2.
- Wilson-Jones, Mark. Principles of Roman Architecture (неопр.). — New Haven: Yale University Press, 2003. — ISBN 0-300-10202-X.